# Cartellà (Sant Gregori)
Cartellà és un poble del municipi de Sant Gregori (Gironès), a la Vall del Llémena, a 5 quilòmetres de Sant Gregori. Cartellà limita amb la població de Canet d'Adri i està travessada per riu Gàrrep. És format per masies rurals envoltades de camps i boscos.
El 1800 era un ens local independent, però el 1846 va ser agregat al municipi de Sant Gregori per la política de reducció del número de municipis.
Encara que pertany al municipi de Sant Gregori, té parròquia pròpia: l'església de Sant Feliu de Cartellà, nucli neuràlgic d'aquest llogaret.
També compta amb el castell de Cartellà, edificació de l'Edat Mitjana amb diferents dependències de gran interès cultural i arquitectònic.